# Чудесные приключения подмастерья Хлапича
«Чуде́сные приключе́ния подмасте́рья Хла́пича» (хорв. Čudnovate zgode šegrta Hlapića) — первый роман хорватской писательницы Иваны Брлич-Мажуранич и первый хорватский роман для детей. Издан в 1913 году, став первообразцом детского романа в хорватской литературе.
Роман имеет реалистические истоки, но также обладает характеристиками сказки, в которой действительный мир стилизован и абстрагирован. В центре сюжета башмачный подмастерье по имени Хлапич и его приключения в семидневном путешествии, в ходе которого он разнашивает тесные сапожки, из-за которых у него возникли неприятности с суровым мастером Мрконей. Хлапич «мал, как локоток, весел, как птичка, храбр, как Королевич Марко, умён, как книга и добр, как солнце». По пути он встречает разных людей и творит много добрых дел. К нему присоединяется девочка Гита. Повествование, простое и живое, сочетается с гуманистическим мировоззрением автора.
В Хорватии это одно из самых известных произведений хорватской литературы для детей, вошедшее в школьную программу по литературе для начальных классов и основа для театральных постановок и киноэкранизаций. В 1997 году режиссёр Милан Блажекович снял на основе романа одноимённый мультфильм, в котором герои романа предстают в образе антропоморфных животных, номинированный на премию «Оскар» в категории «Лучший иностранный фильм». В 2013 году режиссёр Сильвия Петранович сняла художественный фильм «Подмастерье Хлапич», всего за 18 дней после выхода ставший самым просматриваемым хорватским художественно-фантастическим фильмом.